# The Gang’s All Here (1943)
The Gang’s All Here (Verweistitel The Girls He left Behind) ist ein US-amerikanischer komödiantisch-romantischer Musicalfilm von Busby Berkeley aus dem Jahr 1943. Die Hauptrollen sind mit Alice Faye, Carmen Miranda und Phil Baker sowie Benny Goodman besetzt. Walter Bullocks Drehbuch basiert auf einer Geschichte von Nancy Wintner, George Root junior und Tom Bridges.
Bei dem Film handelte es sich um die zu dieser Zeit teuerste Produktion von 20th Century Fox. Er gehörte dann auch zu den zehn Filmen, die die höchsten Einnahmen dieses Jahres erzielten und war zudem für einen Oscar in der Kategorie „Bestes Szenenbild“ nominiert.

## Handlung
Andrew „A.J.“ Mason senior, ein wohlhabender Geschäftsmann, bringt seinen reichen Freund und Nachbarn Peyton Potter dazu, mit ihm eine Festivität im Club „New Yorker“ zu besuchen. Potter sorgt sich, da er glaubt, dass seine Frau Blossom mit einem solchen Besuch nicht einverstanden wäre. Dort ist an diesem Abend auch Sergeant Andrew „Andy“ Mason junior, A.J.s Sohn, der am nächsten Tag in seiner Eigenschaft als Soldat im Südpazifik kämpfen muss. Andy ist mit Potters Tochter Vivian, die er von klein auf kennt, so gut wie verlobt. Während Potter mit der brasilianischen Tänzerin Dorita tanzt, ist Andy von der Entertainerin Eadie Allen fasziniert. Sein Vater warnt Andy und meint, dass Eadie, die in der „Broadway Canteen“ tanzt, nicht mit ihm ausgehen werde. Andy sieht sich jedoch ihren Auftritt dort an und stellt sich ihr unter dem Namen „Pat Casey“ vor, da er nicht gleich offenbaren will, welch reicher Familie er angehört. Obwohl Eadie eigentlich außerhalb der Canteen nichts mit Soldaten zu tun haben will, ist sie von Andy beeindruckt und stimmt einer späteren Verabredung zu. An diesem, ihrem ersten gemeinsamen Abend verlieben sie sich. Am nächsten Tag muss Andy ausrücken und wird von Eadie am Bahnhof verabschiedet. Er verspricht ihr, ihr jeden Tag zu schreiben.
In der Schlacht im Pazifikkrieg zeichnet Andy sich besonders aus und darf mit einer Medaille im Gepäck seinen Heimaturlaub antreten. Sein Vater A.J. ist begeistert und will seinem Sohn eine Willkommensparty im Club „New Yorker“ ausrichten. Da der Club jedoch laut des Impresarios Phil Baker für zwei Wochen geschlossen ist, da man eine neue Show einstudiert, lädt A.J. die Showleute kurzerhand dazu ein, auf seinem und Potters Anwesen zu proben und ihn bei seiner geplanten Gartenparty für seinen Sohn zu unterstützen. Dort will Mason senior auch Kriegsanleihen verkaufen.
Potter ist einigermaßen beunruhigt über das von Mason getroffene Arrangement, als er erfährt, dass Blossom Phil Baker aus ihrer Zeit als Tänzerin kennt. Sein Ärger wächst noch weiter, als Tony De Marcos Partnerin nicht auftreten kann und dieser Potters Tochter Vivian bittet, mit ihm zu tanzen. Blossom bringt ihren Mann jedoch dazu, einem Auftritt von Vivian zuzustimmen, als sie ihm erzählt, dass Phil gedroht habe, ihre wilde Vergangenheit zu offenbaren, wenn Vivian nicht in der Show mitmachen dürfe. Probleme gibt es aber auch mit der Sängerin und Tänzerin Dorita, die Potter aufgrund des gemeinsamen Tanzes im Club verfolgt. Dorita ist es dann auch, die erfährt, dass Vivian einen Freund namens Andy hat und dass er und der sogenannte Pat Casey ein und dieselbe Person sind. Problematisch wird es, als Dorita sich einmischt, zumal dann auch noch Andy und der tatsächlich existierende echte Pat Casey im Club auftauchen, wodurch Eadie die Wahrheit erfährt.
Obwohl Andy Eadie versichert, dass er nicht Vivian, sondern sie heiraten will, beendet Eadie die Beziehung in dem Glauben, dass sie Vivian damit verletzen würde. Während der Show erfährt Eadie dann jedoch von Vivian, dass diese sich entschlossen hat, zusammen mit Tony als dessen Partnerin an den Broadway zu gehen. Außerdem versichert sie ihr, dass zwischen ihr und Andy nie Liebe im Spiel gewesen sei.
Am Ende der Show kommt es zur Versöhnung zwischen Eadie und Andy und zusammen singen alle den letzten Song.

## Produktion

### Produktionsnotizen
Der Arbeitstitel des Films war The Girls He left Behind. Am 25. April 1943 begannen die Produktionsarbeiten, für die William Goetz verantwortlich war. Sie dauerten bis Mitte August 1943 an, wobei noch einige Aufnahmen Ende September 1943 entstanden. Da Darryl F. Zanuck, der ursprünglich als Produzent im Gespräch war, ausfiel, übernahm William LeBaron diese Aufgabe. Er hatte zuvor als Produzent und Songschreiber für andere Studios gearbeitet. Nachdem er und Regisseur Berkeley zunächst gut miteinander ausgekommen waren, traten Spannungen zwischen ihnen auf, da das Budget des Films aufgrund des Krieges gekürzt werden musste, da man zu dieser Zeit Kostensenkungen in allen Bereichen anstrebte, wofür Berkeley wenig Verständnis aufbrachte.

### Besetzung
Im Hollywood Reporter war zu lesen, dass Linda Darnell, die ursprünglich für die Rolle der Vivian Potter vorgesehen war, sich während der Tanzproben den Knöchel in ihrer ersten Rolle in einem Tanzfilm verstauchte. Nach ihrer Genesung kam sie mit dem Kameramann J. Peverell Marley zusammen und bat 20 Century Fox um befristete Beurlaubung. Sie wurde dann in der Rolle durch Sheila Ryan ersetzt. Für die speziellen fotografischen Effekte war Fred Sersen verantwortlich, für die Soundeffekte George Leverett und Roger Heman.
Don Ameche, der zuvor bereits in sechs Filmen mit Alice Faye zusammengespielt hatte, war auch für diesen Film vorgesehen, war jedoch zu beschäftigt, der er gerade mit Ernst Lubitsch die Literaturverfilmung Ein himmlischer Sünder drehte, James Ellison war sozusagen der Ersatz für ihn. Im Film fällt dann auch durch Alice Faye der Satz an Ellison: „Hör auf, dich wie Don Ameche zu benehmen!“, ein Insider-Witz, da die meisten Zuschauer Bescheid wussten.
Obwohl Alice Faye 1944 in dem Film Four Jills in a Jeep noch einen Cameo-Auftritt hatte, markierte dieser Film ihren letzten Auftritt in einem Musikfilm bis zur Version von 1962 namens State Fair. Faye war während der Dreharbeiten mit ihrem zweiten Kind schwanger und zog sich nach den Dreharbeiten erst einmal vom Film zurück. 1945 drehte sie jedoch unter der Regie von Otto Preminger noch den Film noir Mord in der Hochzeitsnacht.
Juni Haver, Jeanne Crain und Jo-Carroll Dennison, die Miss Amerika von 1942, gaben in diesem Film ihr Debüt. Für Berkeley war es der erste Farbfilm, der in voller Länge von ihm gedreht wurde, wofür er nicht nur gelobt wurde. In Brasilien war der Film aufgrund der riesigen Bananen, die die Tänzerinnen in der Nummer The Lady in the Tutti-Frutti-Hat trugen, verboten.

### Musik im Film
Obwohl der Komponist Harry Warren zusammen mit dem Texter Mack Gordon für die Filmmusik vorgesehen war, kam es zu einer Zusammenarbeit zwischen Gordon und Leo Robin.
Bei der Gesangs- und Tanznummer The Lady with the Tutti-Frutti-Hat gab es Probleme mit der Zensur, da laut Hays Code die Art und Weise, wie die riesigen Bananen von den Tänzerinnen gehalten wurden, als zu phallisch angesehen wurde. Das Problem wurde dadurch entschärft, dass die Tänzerinnen die Bananen dann in Taillenhöhe und nicht mehr in Hüfthöhe hielten.
Laut The Hollywood Reporter vom 30. März 1943 sollte das Lied Pickin ’on your Momma im Film zu sehen und hören sein. Spätere Quellen berichteten, dass es ebenso wie Sleepy Moon und Drums and Dreams vor der endgültigen Veröffentlichung gekürzt worden sei.
- Hail! Hail! The Gang’s All Here
  - Musik: Theodora Morse und Arthur Sullivan, Text: Dolly Morse
- Brazil (Aquarela do Brasil)
  - Musik: Ary Barroso, Text: S.K. Russell
  - Vortrag: Nestor Amaral, Carmen Miranda und Chor
- You Discover You’re in New York
  - Musik: Harry Warren, Text: Leo Robin
  - Vortrag: Carmen Miranda, Alice Faye, Phil Baker und Chor
- Minnie’s in the Money
  - Musik: Harry Warren, Text: Leo Robin, Arrangement: Eddie Sauter
  - Vortrag: Benny Goodman und Band sowie ein Jitterbug Chor
- Soft Winds
  - geschrieben von Benny Goodman (instrumental)
  - gespielt von Benny Goodman und seinem Orchester
  - getanzt von Alice Faye and James Ellison
- The Lady in the Tutti Frutti Hat
  - Musik: Harry Warren, Text: Leo Robin
  - Vortrag: Carmen Miranda und Chor
- A Journey to a Star
  - Musik: Harry Warren, Text: Leo Robin
  - gesungen von Alice Faye (und einem Überraschungsgast)
  - getanzt von Tony De Marco and Sheila Ryan
- The Jitters
  - Musik: Gene Rose, gespielt von Benny Goodman und seinem Orchester
  - getanzt von Charlotte Greenwood und Charles Saggau
- No Love, No Nothin
  - Musik: Harry Warren, Text: Leo Robin, Arrangement: Benny Carter
  - gesungen von Alice Faye
  - getanzt von Tony De Marco and Sheila Ryan
- (I've Got a Gal in) Kalamazoo
  - Musik: Harry Warren, Text: Mack Gordon
  - gespielt von Benny Goodman und seiner Band
- Paducah
  - Musik: Harry Warren, Text: Leo Robin
  - gespielt von Benny Goodman und seinem Orchester
  - gesungen von Benny Goodman und Carmen Miranda
  - getanzt von Carmen Miranda und Tony De Marco
- The Polka Dot Polka
  - Musik: Harry Warren, Text: Leo Robin
  - gesungen von Alice Faye und Tänzern
- The Polka Dot Ballet
  - Musik: Harry Warren
  - Vortrag: Busby Berkeley und Tänzer
- A Hot Time in the Old Town Tonight
  - Musik: Theodore A. Metz, Text: Joe Hayden
- Silent Señorita
  - Musik: Harry Warren, Text: Leo Robin
- Valse des rayons from – Le Papillon aka La Valse chaloupée
  - Musik: Jacques Offenbach
- P’ra Que Discutir
  - geschrieben von Nestor Amaral
- Diga o Ella
  - geschrieben von Nestor Amaral
- Let’s Dance
  - geschrieben von Gregory Stone, Josef Bonime und Fanny Baldridge
- The Flower Song von Gustav Lange

### Veröffentlichung, Einnahmen
Der Film wurde in den USA am 24. Dezember 1943 veröffentlicht. Im Jahr 1944 war er erstmals in Portugal, Schweden, Australien und Mexiko zu sehen und 1945 in Finnland. In der Bundesrepublik Deutschland wurde er am 9. März 1962 erstveröffentlicht und in Frankreich im Dezember 1974.
Am 25. September 2005 wurde der Film auf dem Rio de Janeiro International Film Festival vorgestellt und am 2. April 2006 auf dem Wisconsin Film Festival.
Veröffentlicht wurde er zudem in Belgien, Brasilien, Kanada, Italien, in der Sowjetunion, in Spanien und im Vereinigten Königreich. In mehreren Ländern trägt der Film den Titel Banana Split oder auch Tutti frutti.
Der Film war einer von 25 Filmen mit den höchsten Einnahmen in den Jahren 1943/1944.

## Rezeption

### Kritik
Bei Rotten Tomatoes erhielt der Film 68 % Zustimmung in der Publikumsbewertung bei 591 Bewertungen, das Tomatometer weist bei sieben Bewertungen 100 % Zustimmung aus.
Der Großteil der Kritiken war positiv, eine Ausnahme bildete die Kritik in der New York Times, die Anstoß an Berkeleys Nummer mit den Riesenbananen nahm und meinte, in erster Linie biete The Gang’s All Here eine Reihe langlaufender und aufwendiger Produktionsnummern, die von Busby Berkeley produziert worden seien, als spiele Geld nicht die geringste Rolle. Einige der Tanznummern würden sich zudem dadurch auszeichnen, dass sie direkt von Freud stammen könnten.
Philip French schrieb in The Guardian, der Film biete eine Flucht vor den Ängsten und Entsagungen des Krieges in eine extravagante, fantastische Welt. Michael Phillips von der Chicago Tribune meinte, was auch immer dieser Film sei, er sei sehenswert.
Der Rezensent des MPH lobte die hocheffektiven Farbkombinationen, die opulent seien und das Finale im kubistischen und modernen Tempo, das sich von allem unterscheide, was man seit Walt Disneys Fantasia gesehen habe. Wanda Hale schrieb in der New Yorker Tageszeitung Daily News, der Film sei kolossal, er sei erstaunlich und eine der kunstvollsten Produktionen, die je produziert worden seien – ein Technicolor-Traum, der alptraumhafte Proportionen oder auch die Aspekte einer in Bewegung befindlichen Dali-Zeichnung aufzeige.
James Agee sagte über den Film: Zu den Höhepunkten des Films gehört Alice Faye mit ihrem Song No Love, No Nothing. Zudem gibt es eine Nummer mit riesigen Pappmaché-Bananen, die sich in die Oberschenkel, dann in die Füße und dann in die Zehen bohren. Diese Sequenz habe es in jedem Fall verdient, das nächste Jahrhundert zu überdauern. Im Chicago Reader war zu lesen, dies sei ein ungewöhnlicher Film, es gebe nichts Vergleichbares. Zwar sei es ein routinemäßiger Musicalfilm aus den 1940er-Jahren mit einer krampfhaft romantischen Handlung aus Kriegszeiten, aber er biete diese erstaunlichen Produktionsnummern von Busby Berkeley.
Die Zeitschrift Time Out betonte, Busby Berkeleys erster Farbfilm mit Carmen Mirandas Lady with the Tutti-Frutti-Hat begleitet von einer Chorparade mit überdimensionalen Bananen, erreiche eine Art Apotheose.
Variety hingegen schrieb, dass ein schwaches Drehbuch durch die Anzahl melodischer Musiknummern etwas abgemildert werde. Außerdem hieß es, Alice Faye sei noch nie so aufregend gezeigt worden, und Carmen Miranda habe einen großen Anteil am Film und beherrsche sowohl die eine als auch die andere Musikrichtung.
John Soltes, Hollwood Soapbox, zog das Fazit: Der Höhepunkt des Films sei tatsächlich Fayes wunderbar düstere Wiedergabe des Songs A Journey to a Star, ein seltener Moment der Ruhe inmitten eines Sturms seltsamweise hektischer Kreativität. Weiter hieß es, es gelinge Berkeley, unsere Erwartungen zu erfüllen und eine unvergessliche musikalische Reise mit uns zu unternehmen, die weder einen Anfang noch eine Mitte oder eine Ende habe – nur viele Bananen.
Auf der Seite Alt Gilm Guide heißt es, die Filmhandlung sei tatsächlich genauso übertrieben wie Berkeleys ausgefallene Musiknummern. Doch egal, wie verrückt die Handlung auch sei, das Highlight des Films sei eine musikalische Nummer mit riesigen Bananen, während Carmen Miranda das Lied The Lady with the Tutti-Frutti-Hat singe.

### Auszeichnungen
- Oscarverleihung 1944
  - Nominierung in der Kategorie „Bestes Szenenbild“ (Farbe) für James Basevi, Joseph C. Wright und Thomas Little
- 2004: Nominiert in den AFI’s 100 Years … 100 Songs: The Lady with the Tutti-Frutti-Hat
- 2006: Nominiert in den AFI’s größte Film-Musicals
- 2014: Aufnahme des Films ins Nationale Filmregister, Verzeichnis für amerikanische Filme, mit der Einstufung kulturell, historisch/ästhetisch bedeutsam